# Новий Жедник
Новий Жедник (серб. Нови Жедник) — село в Сербії, належить до общини Суботиця Північно-Бацького округу в багатоетнічному, автономному краю Воєводина.

## Населення
Населення села становить 2872 особи (2002, перепис), з них:
- серби — 1805 — 63,37%;
- бунєвці — 398 — 13,97%;
- мадяри — 240 — 8,42%;
- хорвати — 206 — 7,23%;

Решту жителів  — з різних етносів, зокрема: чорногорці, румуни, німці і кілька русинів-українців.